# Горностаєв Федір Федорович
Федір Федорович Горноста́єв (до 1893 — Федоров; 5 вересня 1867, Москва — 8 липня 1915, Москва) — російський архітектор, художник, реставратор, викладач і історик архітектури. Один із найбільших істориків російської архітектури початку XX століття, співавтор Ігоря Грабаря по «Історії російського мистецтва».

## Біографія
До 1893 носив прізвище Федоров. У 1892 році закінчив Московське училище живопису, скульптури та архітектури (МУЖСА), а в 1895 — Імператорську академію мистецтв (ІАМ) за класом професора А. С. Томішко зі званням художника-архітектора . Працював у майстернях столичних архітекторів, у тому числі у В. В. Суслова. Був у відрядженні північними російськими містами для вивчення пам'яток російської архітектури (до 1897 року). Потім був направлений у пенсіонерську поїздку за кордон, де перебував до 1899 року. З цього часу і до кінця життя викладав у МУЖСА історію російського мистецтва. У 1900—1910 роках служив викладачем у Строгановському училищі, у 1907—1910 роках — у Московському археологічному інституті.
В 1900 був обраний членом-кореспондентом Імператорського московського археологічного товариства (ІМАТ), а з 1904 став дійсним членом товариства. Як член ІМАТ, перебував у Комісії зі збереження стародавніх пам'яток, брав участь у комісіях з нагляду за реставрацією ікон у Кремлівських соборах, Кремлівських стін, Сухаревої вежі, Церкви Вознесіння Господнього у Коломенському, Крутицького подвір'я, обмірював пам'ятники Чернігова. 1907 року перевірив у Курську роботи з реставрації кафедрального собору Казанської Божої Матері. Був одним із організаторів у 1908 році XIV Археологічного з'їзду в Чернігові та автором підготовленої для з'їзду «Програми досліджень».
У Москві мешкав на Малій Бронній вулиці, 2; у мебльованих кімнатах Рахманова на Тверському бульварі, 81; на Троїцькій вулиці, 13.
Ф. Ф. Горностаєв — автор низки статей з історії російського мистецтва, які друкувалися Московським архітектурним товариством, Московським відділенням імператорського російського технічного товариства і в звітах археологічних з'їздів. Співпрацював із видавництвами «Освіта» та «Історія російського мистецтва» Ігоря Грабаря.

## Проекти і споруди
- Собор Преображення Господнього в Гуслицькому Спасо-Преображенському монастирі (1886, Курівське, Московська область)[6] ;
- Розпис та оздоблення храму Василя Сповідника біля Рогозької застави (1903, Москва, Міжнародна вулиця, 10, стор 2);
- Різьблений іконостас у стилі московського Успенського собору та розпис у домовій церкві у маєтку князя Ширинського-Шихматова " Острівці " поблизу ст. Академічна Миколаївської залізниці (Тверська область, Вишневолоцький район, с. Острів);
- Дерев'яна дача в російському стилі у Солом'яної сторожки (1904, Петровсько-Розумовське), не збереглася;
- Дзвіниця Рогозької старообрядницької громади на згадку про розпечатування вівтарів старообрядницьких церков на Рогозькому кладовищі, будівництво вів архітектор З. І. Іванов (1907—1910, Москва, вул. Старообрядська, 29, с. 1), об'єкт культурної спадщини федерального значення[7] ;
- Перебудова трапезної, ремонт дзвіниці та новий мармуровий іконостас церкви Різдва Пресвятої Богородиці на Бутирках (1908, Москва, Бутирська вулиця, 56), західна частина трапезної зруйнована[4] ;
- Дзвінниця у Внуківській богадільні (?), не збереглася.[джерело?]